# Сінетіни
Сінетіни (Synetinae) — підродина жуків з родини листоїдів, що включає два роди Syneta Dejean, 1835 і Thricolema.

## Опис
На надкрилах є правильні ряди точок та тонкі волоски. Передньоспинка з боків із зубчиками. Личинки розвиваються в ґрунті на кронах.

## Систематика
Це підродина може також розглядатися як триба (Synetini) в підродині еумольпін (Eumolpinae). Включає 11 видів у двох родах.